# Murbad
Murbad é uma vila no distrito de Thane, no estado indiano de Maharashtra.

## Geografia
Murbad está localizada a 19° 15′ N, 73° 24′ L. Tem uma altitude média de 83 metros (272 pés).

## Demografia
Segundo o censo de 2001, Murbad tinha uma população de 15,823 habitantes. Os indivíduos do sexo masculino constituem 54% da população e os do sexo feminino 46%. Murbad tem uma taxa de literacia de 73%, superior à média nacional de 59.5%: a literacia no sexo masculino é de 80% e no sexo feminino é de 65%. Em Murbad, 15% da população está abaixo dos 6 anos de idade.